# Južnomandžurska željeznica
Dioničko društvo Južnomandžurska željeznica (japanski 南満州鉄道株式会社/南満洲鉄道株式会社) bilo je dioničko društvo koje je Japan osnovao 1906. godine, nakon Rusko-japanskog rata (1904. – 1905.) u Dalianu. Djelovalo je u Mandžuriji, da bi nakon japanske aneksije Koreje upravljalo i korejskim željeznicama.
Društvo je sa završetkom Drugog svjetskog rata 1945. raspušteno, a kontrolu je preuzela Crvena armija.